# Kinetica (dynamica)
Kinetica of leer der bewegingskrachten is een onderdeel van de dynamica of krachtenleer en beschrijft de samenhang tussen bewegingen en krachten, terwijl kinematica of bewegingsleer zich bezighoudt met de beweging van een lichaam zonder de krachten te beschouwen.
In de kinetica wordt gezocht naar de aard van een beweging ten gevolge van een kracht of de benodigde kracht om een bepaalde beweging te verkrijgen. Zo is de voorspelling van de baan in een horizontaal vlak van een voorwerp dat een horizontale kracht ondervindt onderdeel van de kinetica. Andersom is de bepaling van het benodigde koppel om een rotor een bepaalde rotatiesnelheid te geven ook onderdeel van de kinetica. 
Kinetica wordt ook gebruikt als aanduiding binnen de fysische chemie bij chemische kinetica.